# Xã North Rich, Quận Anderson, Kansas
Xã North Rich (tiếng Anh: North Rich Township) là một xã thuộc quận Anderson, tiểu bang Kansas, Hoa Kỳ. Năm 2010, dân số của xã này là 107 người.